# Leptopsammia queenslandiae
Leptopsammia queenslandiae är en korallart som beskrevs av Wells 1964. Leptopsammia queenslandiae ingår i släktet Leptopsammia, och familjen Dendrophylliidae. Inga underarter finns listade i Catalogue of Life.